# Love and Death (gruppo musicale)
I Love and Death sono un gruppo musicale nu metal/christian metal statunitense, fondato nel 2012 dall'allora ex-chitarrista dei Korn Brian "Head" Welch.
I musicisti che compongono la formazione sono gli stessi scelti da Welch durante il tour di promozione all'album solista Save Me from Myself.

## Formazione
Attuale
- Brian "Head" Welch – voce (2009–presente), chitarra (2010-presente)
- JR Bareis – chitarra (2011-presente)
- Dan Johnson – batteria (2009-presente)

Ex-componenti
- Scott "SVH" Von Heldt – chitarra (2009-2011)
- Ralph Patlan – chitarra (2009-2010)
- Michael Valentine – basso (2009-2015)
- Brian Ruedy – tastiera (2009-2010)

## Discografia

### Album in studio
- 2013 – Between Here & Lost
- 2021 − Perfectly Preserved

### EP
- 2012 – Chemicals

### Singoli
- 2016 – Lo lamento
- 2020 – Down